# Frank Alden Bovey
Frank Alden Bovey (* 4. Juni 1918 in Minneapolis; † 19. Januar 2003)  war ein US-amerikanischer Chemiker, der sich mit Polymerchemie befasste.
Bovey studierte an der Harvard University und arbeitete ab 1943 bei der National Synthetic Rubber Corporation, einem staatlich gestütztem Konsortium. Dort arbeitete er während des Zweiten Weltkriegs an synthetischem Kautschuk in der Arbeitsgruppe von Izaak Kolthoff, bei dem er 1948 mit dem Thema  The mechanism of the emulsion polymerization of styrene promoviert wurde. Danach war er vierzehn Jahre bei der 3 M Company, wo er die Polymerforschung leitete und Pionier der Einführung von NMR-Techniken in die Polymerforschung war. 1962 wechselte er in die Bell Laboratories, wo er 30 Jahre bis zu seiner Pensionierung blieb.
1978 erhielt er die William H. Nichols Medal, 1969 den Polymer Chemistry Award der ACS, 1974 den High-Polymer Physics Award der American Physical Society, deren Fellow er war, 1991 den Carothers Award und 1991 die Silbermedaille der japanischen Polymer-Gesellschaft. 1975 wurde er Mitglied der National Academy of Sciences.
Er war Mitherausgeber der Zeitschrift Macromolecules.

## Schriften
- als Mitherausgeber: Emulsion Polymerization, Interscience 1955
- The Effects of Ionizing Radiation on Natural and Synthetic Polymers, Interscience 1958
- NMR Tables for Organic compounds, Interscience 1967
- Nuclear Magnetic Resonance Spectroscopy, Academic Press 1969
- Polymer Conformation and Configuration, Academic Press 1969
- High Resolution NMR for Macromolecules, Academic Press 1972
- Herausgeber mit F. H. Winslow: Macromolecules, Academic Press 1979
- Herausgeber mit A. E. Woodward: Polymer Characterization by ESR and NMR, American Chemical Society 1980
- Chain structure and conformation of macromolecules, Academic Press 1982
- mit Peter A. Mirau, L. W. Jelinski Nuclear magnetic resonance spectroscopy, Academic Press 1988
- mit Peter A. Mirau: NMR of Polymers, Academic Press 1996